# Adam Biering Land
Adam Biering Land ist eine grönländische Region im Nordost-Grönland-Nationalpark.

## Geografie

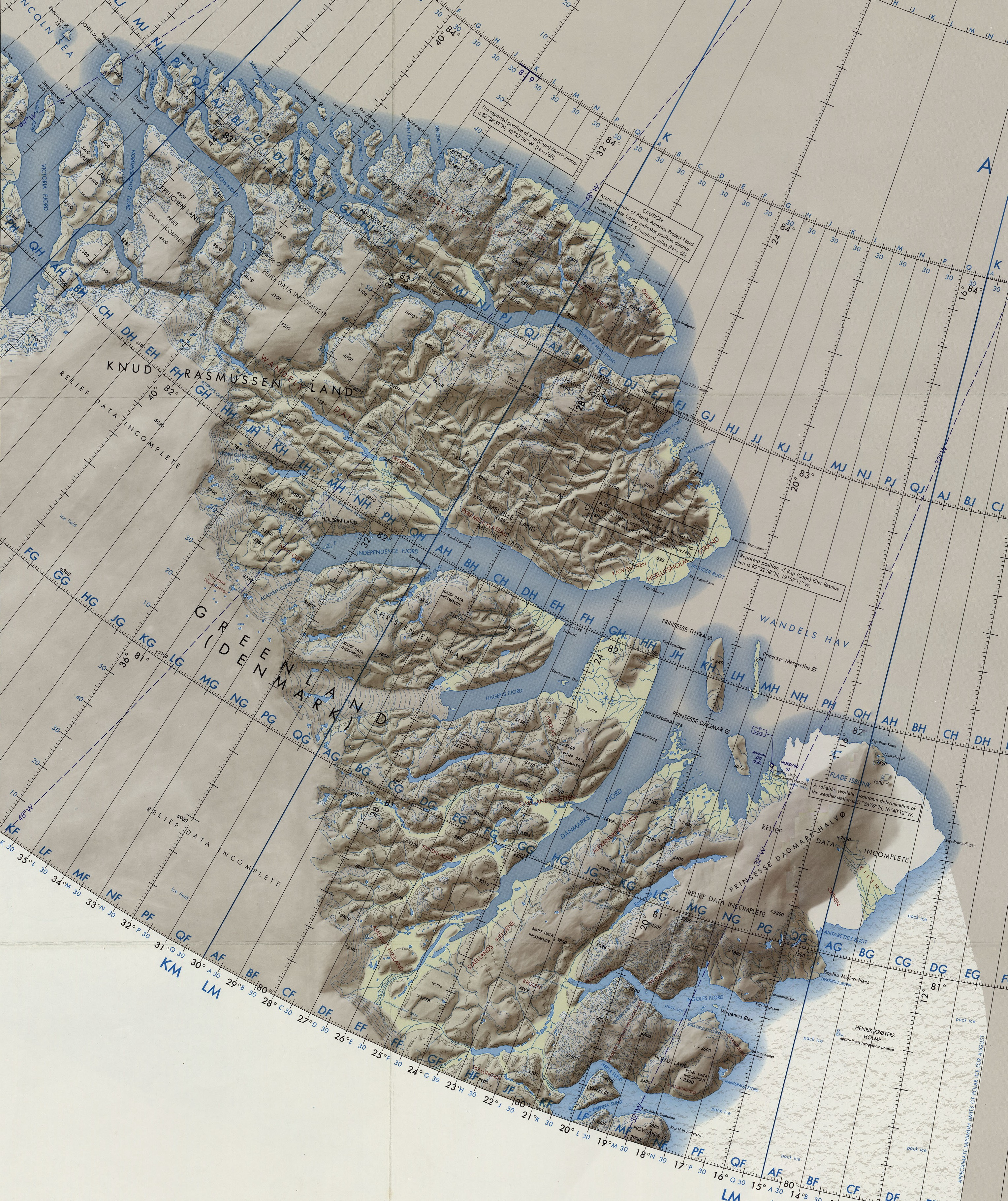
Topographisches Kartenblatt von Nordgrönland mit ADAM BERINGS LAND (sic!)

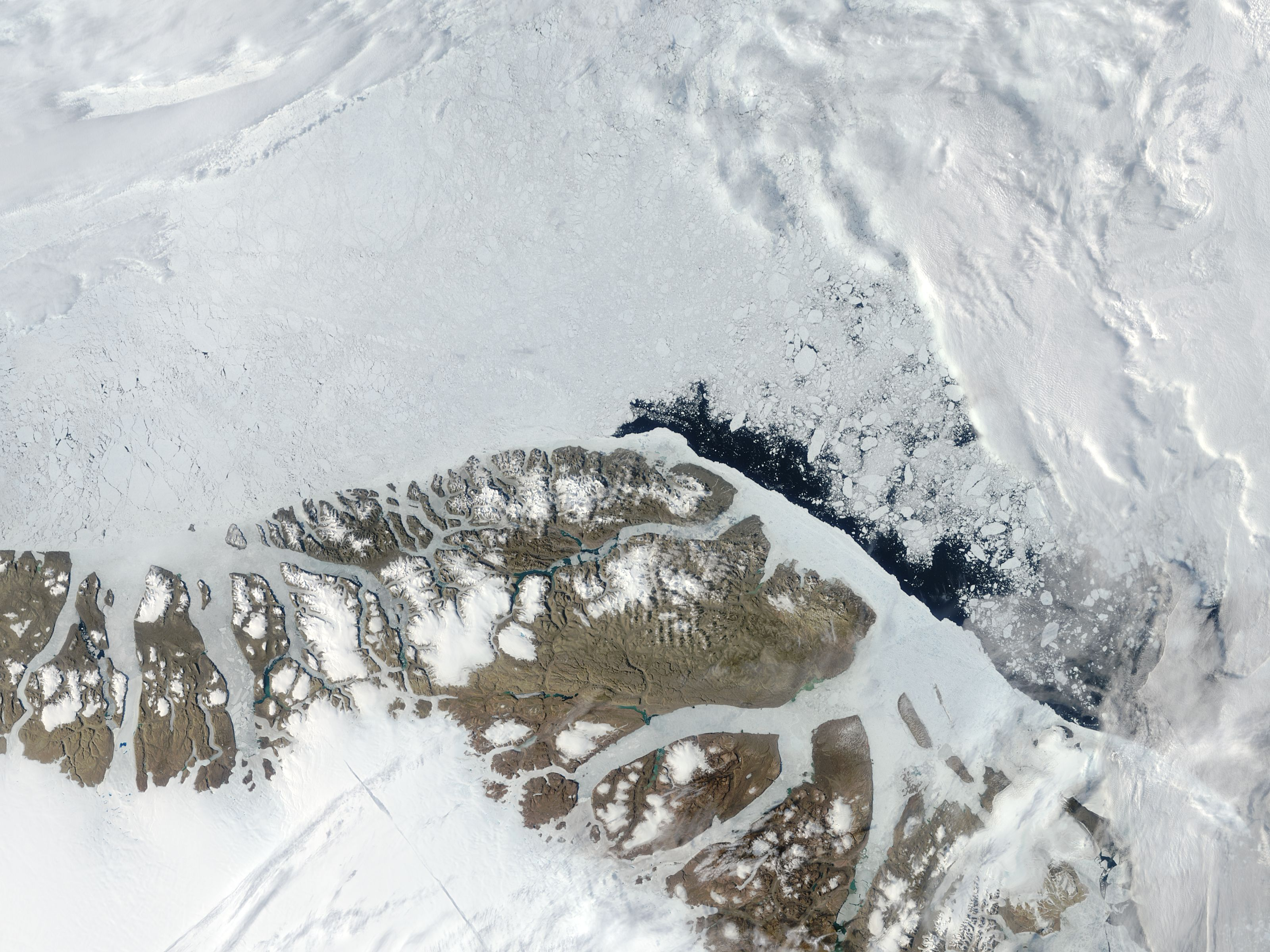
MODIS-Satellitenbild

Adam Biering Land liegt südwestlich von Peary Land und 25 bis 30 km westlich der Spitze des Independence Fjords. Es wird im Norden vom Hobbs Gletsjer, dem Inuiteq Sø und dem Ittukusuk Dal, im Osten vom Valmuedal, im Süden vom Marie Sophie Gletsjer und vom Nyeboe Gletsjer und im Westen vom Inlandeis begrenzt. Seine Berge aus rotem Sandstein erreichen Höhen von über 1000 Metern. Adam Biering Land ist nicht vergletschert.

## Flora und Fauna
Adam Biering Land weist in den Tälern, besonders im Valmuedal, eine vergleichsweise reiche Vegetation aus Gräsern und Arktischem Mohn auf. An den Hängen wachsen Arktische Weiden. In der Region findet man Moschusochsen, Schneehasen und Lemminge sowie Schneehühner, Steinwälzer, Sanderlinge, Flussregenpfeifer und Falkenraubmöwen.

## Geschichte
Während der Ersten Thule-Expedition hielten sich die Expeditionsmitglieder vom 29. Juni bis 12. Juli 1912 als erste Europäer in Adam Biering Land auf. Sie benannten die Gegend nach Adam Gottlob Biering (1856–1914), einem dänischen Ingenieur, der Knud Rasmussens 1910 gegründete Thule-Station in Uummannaq mitfinanziert hatte. Der Name erscheint erstmals auf einer Karte Peter Freuchens in Rasmussens Expeditionsbericht von 1915.